# Stor-Gröndiket
Stor-Gröndiket är en sjö i Umeå kommun i Västerbotten och ingår i Umeälvens huvudavrinningsområde.